# 黃承玄
黃承玄（1564年—1620年），字履常，號與參中軍都督府嘉興中左千户所（今浙江嘉興市）人，祖籍江西新淦，明朝政治人物。

## 生平
萬曆十年（1582年）壬午科順天鄉試六十五名。萬曆十四年（1586年）丙戌科会试二百九十一名，第二甲第七名進士。兵部观政，任工部都水司主事。陞營繕司員外郎、郎中，出管张秋、淮徐河道。萬曆二十六年（1598年）八月，陞山東濟寧兵備副使，本年升湖广右参政兼佥事，二十七年調山東參政，二十八年丁憂。三十二年起補江西左参政兼佥事，萬曆三十四年（1606年）六月，陞廣西按察使，隨即改江西按察使。萬曆三十七年（1609年），升河南右布政使，三十九年升陕西左布政使，萬曆四十二年（1614年）四月，任应天府府尹。萬曆四十三年（1615年），陞都察院右副都御史、巡撫福建。萬曆四十五年（1617年）因丁憂乞休，萬曆四十八年（1619年）卒。赠工部左侍郎。

## 著作
有《盟鸥堂集》十四卷、《河漕通考》二卷、《两台奏草》，修《安平镇志》十一卷。
万历四十二年（1614年）与冯珣同刊冯惟讷《诗纪》一百三十卷。

## 家庭
曾祖黃鶴年，贈中憲大夫安慶府知府；祖父黃錝，中憲大夫貴州按察司副使；父黃洪憲，右春坊右庶子兼翰林院侍讀。母沈氏（封孺人）。重庆下。弟黃承範（庠生）、黃承昊。